# 吉盛ゆかり
吉盛 ゆかり（よしもり ゆかり、1964年12月25日 - ）は、日本のフィギュアスケート選手（女子シングル）。東京都出身。1983年全日本選手権3位。

## 経歴
1983年、国民体育大会に東京都代表で出場し、少年女子で優勝。同年の全日本選手権では加藤雅子、伊藤みどりに続いて3位に入った。
1984年、国民体育大会に2年連続で出場し、成年女子で優勝する。

## 主な戦績
| 大会/年            | 1982-83 | 1983-84 | 1984-85 |
| ------------------ | ------- | ------- | ------- |
| 全日本選手権       |         | 3       |         |
| 国民体育大会       | 1       | 1       |         |
| オータムトロフィー |         |         | 2 J     |

- J - ジュニアクラス